# اچ‌ام‌اس بلنهایم (۱۸۹۰)
اچ‌ام‌اس بلنهایم (۱۸۹۰) (به انگلیسی: HMS Blenheim (1890)) یک کشتی بود که طول آن ۳۷۵ فوت (۱۱۴ متر) بود. این کشتی در سال ۱۸۹۰ ساخته شد.